# 애크런 양키스
애크런 양키스(Akron Yankees)는 미국 오하이오주 애크런을 연고지로 했던 마이너 리그 베이스볼 팀으로, 1935년부터 1941년까지 존속했다. 메이저 리그 팀인 뉴욕 양키스의 클래스 C 팜팀이었으며, 미들 애틀랜틱 리그에 참가했었다.